# Friedrich Mohs
Carl Friedrich Christian Mohs (Gernrode, 1773. január 29. – Agordo 1839. szeptember 29.) német geológus, mineralógus, a Mohs-féle keménységi skála megalkotója.

## Élete
Mohs a németországi Gernrode-ban született. A halle-i egyetemen kémiát, matematikát és fizikát tanult. A freibergi bányászati akadémián mechanika szakon végzett. Itt Abraham Gottlob Werner ismertette meg vele az ásványtan tudományát. 1802-ben Bécsbe költözött, hogy J. F. van der Nüll bankár ásványgyűjteményét felbecsülje. 1812-ben a grazi műszaki egyetem ásványtani tanszékén professzori állás töltött be. Ekkoriban fejlesztette ki a Mohs-féle keménységi skálát. Hat évvel később visszaköltözött Freibergbe, majd 1826-ban Bécsben tanított. 1839-ben olaszországi tartózkodása idején Agordóban hunyt el.

## Lásd még
- Mohs-féle keménységi skála